# Margita Ahlin
Barbro Margita Ahlin, under en kort period Hirdwall, född 1 augusti 1938 i Örgryte församling, Göteborg, är en svensk skådespelare och regissör.

## Biografi
Ahlin är dotter till skådespelaren Harry Ahlin och Astrid Åstrand. Hon var gift 1964–1972 med skådespelaren Ingvar Hirdwall och fick sonen regissören Jacob Hirdwall; efter skilsmässan återtog hon Ahlin. Från 1970 sammanlevde hon och från 1976 var hon gift med musikern Ingmar Glanzelius och fick sonen TV-producenten Anton Glanzelius.
Margita Ahlin studerade 1958–1961 vid Göteborgs Stadsteaters elevskola och anställdes sedan vid denna teater. Hon ingick i grupparbetet Hemmet och Sandlådan sedan 1960-talet. Ahlin tillhörde 1973–1974 TV-ensemblen i Göteborg, och var regissör där 1981–1982. Redan under elevtiden hade hon större roller, bland annat i O'Neills Ljuva ungdomstid, där hon spelade mot Per Oscarsson. Hon verkade vid Angereds teater från det att teatern såg dagens ljus 1978 och blev konstnärlig ledare där 1984. Som regissör har hon bland annat arbetat med Camille (1987) och som författare för TV. Sin filmdebut hade hon 1960 i Av hjärtans lust. Hon var skådespelare och regissör vid Göteborgs stadsteater från 1989.

## Filmografi

### Roller
- 1960 – Av hjärtans lust
- 1972 – Dela lika (TV-serie)
- 1972 – Ett nytt liv (TV-serie)
- 1974 – Domaren
- 1974 – Fiskeläget (TV-serie)
- 1975 – Gyllene år (TV-serie)
- 1976 – Stadsresan
- 1981 – Stjärnhuset (TV-serie)
- 1983 – Jacob Smitaren
- 1984 – Polisen som vägrade ge upp (TV-serie)
- 1989 – S/Y Glädjen
- 1997 – Solstenen (kortfilm)
- 1999 – Noll tolerans
- 2001 – Kommissarie Winter (TV-serie)
- 2006 – Hem till byn (TV-serie)
- 2013 – Hotell

### Regi
- Jösses flickor (1976)
- Herr Stens livstycke (1977)
- Diagnos fosterdöd (1977), manus och regi
- 1983 – Nilla (TV-serie)

## Teater

### Roller (ej komplett)
| År   | Roll          | Produktion                                               | Regi                                                | Teater                |
| ---- | ------------- | -------------------------------------------------------- | --------------------------------------------------- | --------------------- |
| 1959 |               | Ljuva ungdomstid (Ah, Wilderness) Eugene O'Neill         | Sam Besekow                                         | Göteborgs stadsteater |
| 1960 |               | Den ena för den andra Gustav III                         | Lars Engström                                       | Göteborgs stadsteater |
| 1961 | Laure Carlier | Vårmodellen (Blaise) Claude Magnier                      | Herman Ahlsell                                      | Göteborgs stadsteater |
| 1963 | Agnes         | Apollon från Bellac (L'Apollon de Bellac) Jean Giraudoux | Herman Ahlsell                                      | Göteborgs stadsteater |
| 1984 | Momo          | Momo Michael Ende                                        | Margita Ahlin Jonas Falk Maria Gonzalez Eva Persson | Göteborgs stadsteater |
| 2008 |               | Butterfly Kiss Phyllis Nagy                              | Malin Stenberg                                      | Göteborgs Stadsteater |

### Regi (ej komplett)
| År   | Produktion                                        | Upphovsmän                                  | Teater                   |
| ---- | ------------------------------------------------- | ------------------------------------------- | ------------------------ |
| 1997 | En uppstoppad hund                                | Staffan Göthe                               | Helsingborgs stadsteater |
| 1998 | Krymplingen på Inishmaan The Cripple of Inishmaan | Martin McDonagh Översättning Magnus Hedlund | Folkteatern              |
| 1998 | Kunde prästänkan så kan väl du                    | Cecilia Torudd                              | Helsingborgs stadsteater |
| 1999 | Ett drömspel                                      | August Strindberg                           | Folkteatern              |
| 2000 | Skönheten i byn The Beauty Queen of Leenane       | Martin McDonagh Översättning Magnus Hedlund | Helsingborgs stadsteater |
| 2002 | Regnbågens rot                                    | Inger Alfvén                                | Helsingborgs stadsteater |